# Колумб Валентин Христофорович
Валенти́н Христофо́рович Колу́мб (рос. Валентин Христофорович Колумб; 3 травня 1935, Мізінер, Моркинський район, Марійська АРСР — 8 грудня 1974, Йошкар-Ола) — марійський поет, прозаїк, перекладач, журналіст. Перший лауреат премії Марійського комсомолу ім. Олика Іпая в галузі літератури (1968).

## Біографія
Народився у сім'ї марійського колгоспника Христофора Степановича Колумба. Своє незвичайне прізвище батько поета (уроджений Декін) отримав від сільського вчителя, шанувальника історії географічних відкриттів. До німецько-радянської війни батько працював бухгалтером у лісовому господарстві, безвісти зник на фронті.
Закінчив місцеву школу, потім Літературний інститут ім. М. Горького. Після повернення на батьківщину працював секретарем райкому комсомолу в рідному районі.
У Йошкар-Олі став редактором Держтелерадіо МАРСР.
У 1964-1968 роках був головним редактором Марійського книжкового видавництва. Потім працював у журналі «Ончыко» відповідальним секретарем, а з 1972 року — головним редактором.
Поет раптово помер 8 грудня 1974 через партійно-політичну критику.

## Літературна діяльність
Член Спілки письменників СРСР із 1961 року.
Почав публікуватися із 1950 року. У роки навчання у Літературному інституті ім. М. Горького виявив себе як перспективний поет, випустив збірку «Палыме лийына» («Будемо знайомі»), який отримав позитивну оцінку керівника інститутського семінару поезії Лева Ошаніна.
Колумб — поет-новатор, писав байки, балади, оди, автор поеми «Чодыра, чодыра» («Ліс мій, ліс»), поеми-триптиха «Тÿня мемнан шинча дене онча» («Світ дивиться нашими очима»).
Бувши знавцем марійського фольклору, поет використав його у баладах, легендах, комбінуючи своє бачення з народною філософією.